# Brothers (musikalbum)
Brothers är bluesrockduon The Black Keys sjätte studioalbum och gavs ut i maj 2010. Albumet nådde 3:e plats på Billboard 200 och vann tre Grammys, bland annat för bästa alternativa musikalbum.
Mellan det föregående albumet Attack & Release och Brothers hade The Black Keys spelat in albumet Blakroc i samarbete med en rad hiphopartister. Därutöver hade Dan Auerbach debuterat som soloartist och Patrick Carney bildat bandet Drummer.
En av låtarna, "Tighten Up", producerades av Danger Mouse, som bandet arbetade med på Attack & Release. Övriga låtar producerades av Auerbach och Carney. Förutom egenskrivet material innehåller albumet en cover på Jerry Butlers "Never Gonna Give You Up". Sångerskan Nicole Wray, som medverkade på Blakroc, gästar albumet på några av spåren.
Albumets design, framtagen av Patrick Carneys bror Michael Carney, belönades med en Grammy för bästa paketering. Framsidan är svart med texten "This is an album by The Black Keys. The name of this album is Brothers", skrivet i typsnittet Cooper Black.

## Låtlista
Samtliga låtar skrivna av The Black Keys, om annat inte anges.
1. "Everlasting Light" - 3:23
2. "Next Girl" - 3:18
3. "Tighten Up" - 3:31
4. "Howlin' for You" - 3:11
5. "She's Long Gone" - 3:05
6. "Black Mud" - 2:09
7. "The Only One" - 5:00
8. "Too Afraid to Love You" - 3:24
9. "Ten Cent Pistol" - 4:29
10. "Sinister Kid" - 3:44
11. "The Go Getter" - 3:36
12. "I'm Not the One" - 3:49
13. "Unknown Brother" - 3:59
14. "Never Gonna Give You Up" (Jerry Butler/Kenneth Gamble/Leon Huff) - 3:38
15. "These Days" - 5:11